# カルデラ
カルデラ（西: caldera）とは、火山の活動によってできた大きな凹地のことである。「釜」「鍋」という意味のスペイン語に由来し、カルデラが初めて研究されたカナリア諸島での現地名による。本来は単に地形的な凹みを指す言葉で明瞭な定義はなく、比較的大きな火山火口や火山地域の盆地状の地形一般を指す場合がある。過去にカルデラが形成されたものの、現在は侵食や埋没によって地表に明瞭凹地として地形をとどめていない場合もカルデラと呼ぶ。

## 成因

カルデラ形成

### 陥没カルデラ

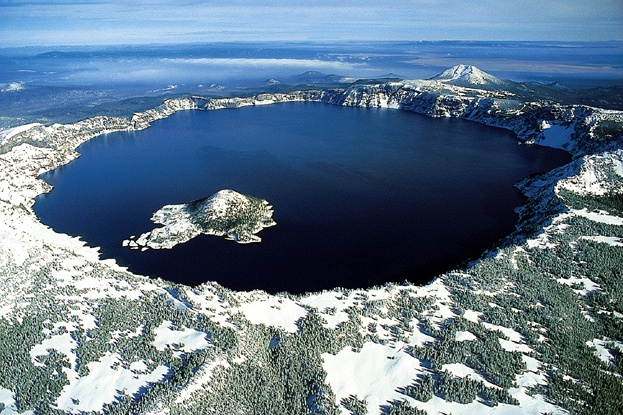
クレーターレイクカルデラ

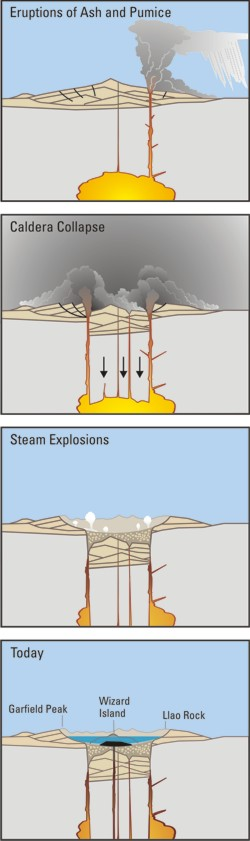
陥没カルデラの生成モデル
クレーターレイクカルデラの場合

大規模な噴火で火山灰、火砕流、軽石、溶岩などのいわゆる「火山噴出物」が大量に噴出したり、マグマが地下を移動して空洞化した、地下のマグマだまりに落ち込む形で地表が陥没した（それに続いて崖崩れによりさらに拡大した）もの。カルデラの多くがこのタイプである。

#### 陥没カルデラを形成する噴火
21世紀初頭において、「カルデラ盆地」や「カルデラ湖」は、1回 - 数回の噴火で現在の陥没地形が形成されたと考えられている。すなわち、1回の噴火の噴出物量が非常に多い巨大噴火であったと推定される。歴史上、1815年のインドネシアのタンボラ火山の噴火で噴出物が150 km3にまで達したが、この大きさは日本の赤城山の全部の体積に相当する。
日本では、火山爆発指数でVEI6を超える爆発的な噴火による陥没カルデラの形成は、約7300年前の鬼界カルデラの噴火が最後であり、それ以後はカルデラを形成するような噴火は発生していない。しかし、同一カルデラからの大規模噴火は、その間に数万年 - 数十万年の期間があるために、将来も発生しないという保証はない。
古い解説書などには、「カルデラは成層火山の山頂が噴火で陥没してできる」などと書かれている場合があるが、その後の研究によりカルデラのできる場所は成層火山の山頂とは限らず、もともと何も無かった場所で巨大噴火が起こってカルデラができる場合もあることがわかってきた。箱根カルデラは富士山のような巨大な成層火山の山頂にできたと考えられていたが、20世紀末以降の研究では「巨大な成層火山」の存在は否定されつつある。十和田湖・洞爺湖・屈斜路湖などではカルデラの周囲は古い地層からなっており、成層火山はなかったと考えられている。また、阿蘇山の外輪山は、ほとんどが阿蘇カルデラそのものの噴出物からなり、やはり、巨大成層火山はなかったと考えられる。

#### 陥没カルデラのでき方と内部構造

カルデラ、水中

陥没カルデラのでき方、内部構造は大きく2種類あると考えられている。一つはあまり内部が破砕せずにピストン状に落ち込むピストンシリンダー型で、もう一つは破砕が進みじょうご型の凹地を形成する濁川型である。さらにそれぞれがいくつかに分類されている。このうちバイアス型カルデラと濁川型カルデラはボーリングなどによって内部構造が比較的よくわかっているが、その他の個々のカルデラについてはまだよくわかっていないことが多い。玄武岩質火山によく見られるキラウエア型カルデラは形成過程が何回か観察されている。
多くのカルデラでは、内部を密度の小さな破砕された岩石や火砕物が埋めているため、周りより重力が小さいことが多い（低重力異常型）。一方、キラウエア型カルデラでは凹所を厚い玄武岩質溶岩流が埋め、火砕物が少ないため周りより重力が大きい（高重力異常型）。

##### ピストンシリンダー型カルデラ
バイアス型
クレーターレイク型、クラカタウ型とも呼ばれる。流紋岩質の粘度の高いマグマによる爆発的噴火によって形成される。地下の巨大なマグマ溜まりから地表に向かって環状の割目ができ、そこからマグマが大量に噴出し巨大噴火となる。噴火と並行して、空洞になったマグマ溜まりに地面が陥没し大規模な円筒形の凹地ができる。アメリカのバイアスカルデラが代表例で、その他にイエローストーンカルデラ、トバカルデラ、タウポカルデラが有名。日本では、阿蘇カルデラ、支笏カルデラが代表例。また、本宿カルデラや、大崩山カルデラといったカルデラ地形が残っていない元・バイアス型カルデラを「コールドロン」という。

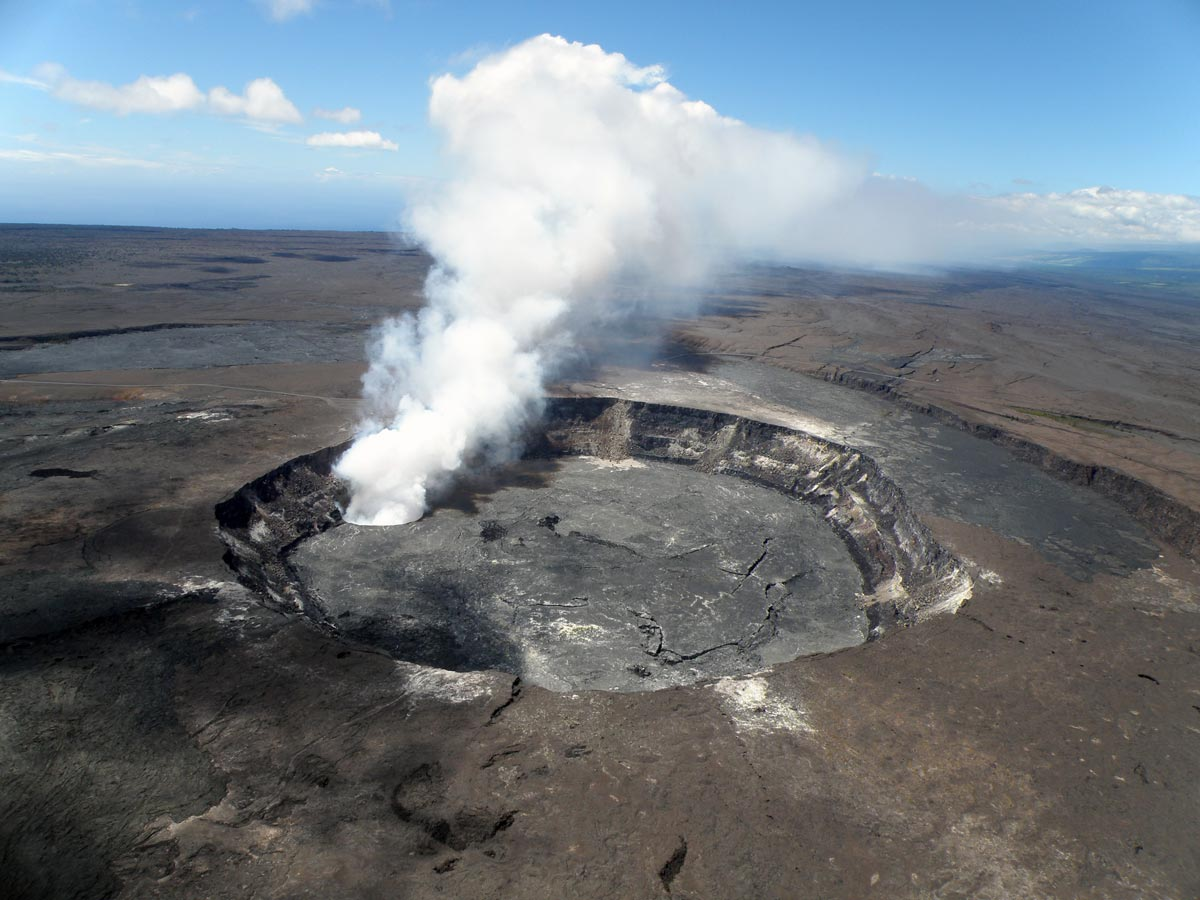
キラウエア

キラウエア型
主に玄武岩質の流動性の高いマグマが、真上に噴火はせずマグマ溜まりから側方に移動して、空洞となったマグマ溜まりに地面が陥没し円筒形の凹地ができる。マグマ水蒸気噴火が発生する場合などを除いて、穏やかな噴火によって形成されることが多い。ハワイのキラウエアカルデラを代表とする。日本では伊豆大島や三宅島の山頂カルデラがこのタイプと考えられている。

##### じょうご型カルデラ
濁川型カルデラとも呼ばれる。流紋岩質のマグマによる爆発的噴火によって形成される。ピストンシリンダー型より小さく、環状割目ではなく1個から数個の火口から噴火し、周辺の岩石は破砕されてマグマ溜まり跡の空洞に落ち込みじょうご型の凹地を形成する（これはすぐに土砂で埋まって平坦な盆地となる）。内部に落ち込んだ岩石にあまり大きいものはなく、カルデラと火口の中間的なものとも考えられる。日本では、北海道の濁川カルデラや山形県の肘折カルデラ、神奈川県の箱根カルデラを代表とする。

### 馬蹄形カルデラ

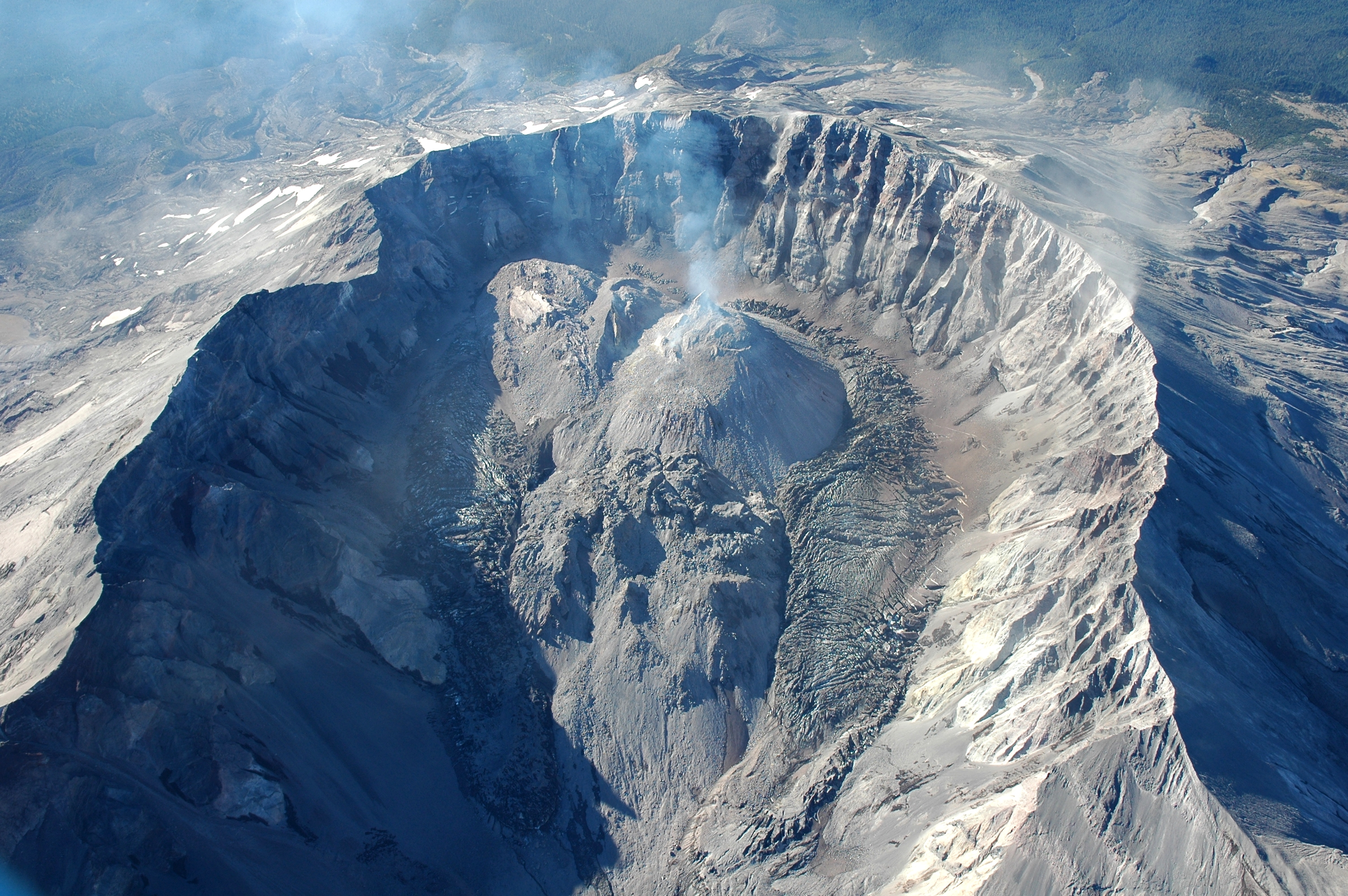
馬蹄形カルデラの例
均整のとれた円錐形だったセント・ヘレンズ山は1980年に大崩壊し、馬蹄形カルデラができた

陥没カルデラよりも小規模な噴火や水蒸気爆発、或いは地震が引き金となって火口付近の山頂部が崩壊し、O形またはU型の凹地ができたものを馬蹄形カルデラ（英: horseshoe-shaped caldera）という。日本では磐梯山や鳥海山、北海道駒ヶ岳の山体崩壊によるカルデラが代表例である。1980年に崩壊の様子が、アメリカのセント・ヘレンズ山噴火で連続写真に撮影され、詳細が明らかになった。

### 侵食カルデラ
元は普通の火山体であったが、侵食により火口が大きく広がったもの。伊豆半島の湯河原カルデラは古い火山が侵食されてできた侵食カルデラの代表例である。侵食カルデラは火山活動と直接の関係はなく、気候や火山体を構成する岩石の脆さなど様々な条件が揃わないと形成されないため、数は少ない。

## 関連する地形

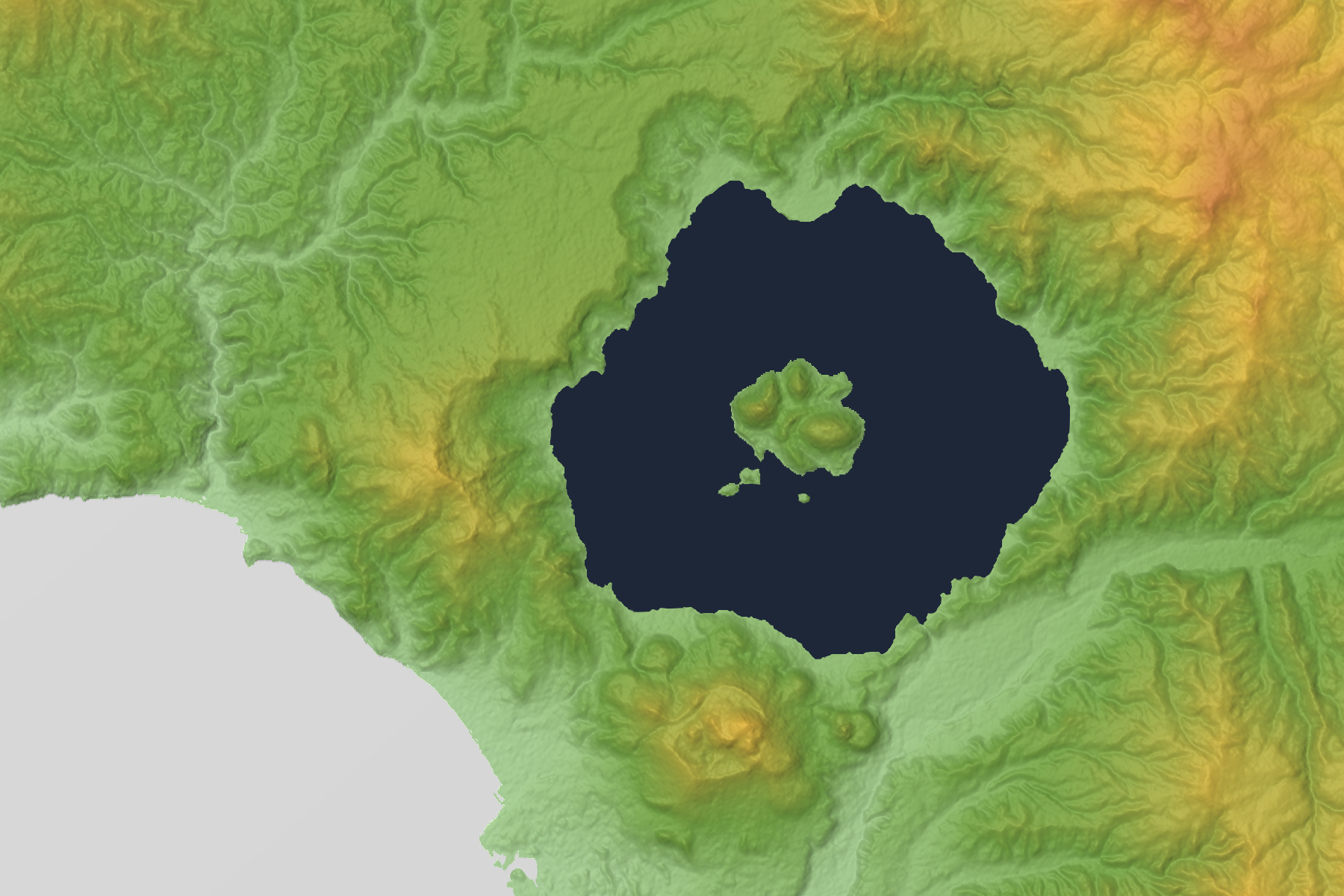
洞爺カルデラの地形図
カルデラ湖、外輪山、中央火口丘が明瞭である

### カルデラ盆地
カルデラは地形的な凹地であるから、当然、盆地であるが、他の成因の盆地と区別する場合などは特に「カルデラ盆地」と呼ぶ場合もある。また、底面をカルデラ床と呼ぶ。

### カルデラ湖
カルデラ湖（caldera lake）は、カルデラの全部ないし大半が湖で占められるものをカルデラ湖、カルデラ内の局所的な平坦部分に水をたたえた湖を火口原湖という。陸上のほとんどのカルデラは一度は湖になっており、現在、カルデラ湖でないものは流出する河川ができて排水されたものである。

### 外輪山
外輪山（somma）は、カルデラの縁にあたる尾根の部分で、カルデラ縁（caldera rim）とも呼ぶ。また、外輪山内側の斜面をカルデラ壁と呼ぶ。成層火山の山頂付近が陥没または崩壊してできたカルデラの場合、外輪山は元の成層火山の噴出物からなる（例：榛名カルデラ）。もともと火山のなかった場所に陥没カルデラができた場合、外輪山は古い地層からなる（例：屈斜路カルデラ）か、または、カルデラができた時の噴出物からなる（例：阿蘇カルデラ）。
内輪山は、三原山や青ヶ島のように、大きなカルデラ内にさらに小規模のカルデラがでた場合、その縁をしばしばこの言葉で表し、多くは中央火口丘と重なる。

### 中央火口丘
中央火口丘（central cone）は、カルデラ内に新たに形成された小規模な火山。阿蘇中岳やトバカルデラのサモシール島などが代表例。但し、カルデラができた後の火山活動はカルデラ内部で起きるとは限らず、カルデラの縁やすぐ外側に火山ができる場合も多い。例えば有珠山は洞爺カルデラの外側にできた火山である。

## 主なもの一覧

### 日本
- 九州中南部のカルデラ群 - 阿蘇カルデラ、 姶良カルデラ、鬼界カルデラ、阿多カルデラ、加久藤カルデラ、千々石カルデラが挙げられる。過去数十万年にわたって巨大噴火が繰り返され、幾つものカルデラが形成されている。最大の噴火は阿蘇カルデラの4回目の噴火（約9万年前）、最新の噴火は鬼界カルデラ（約7300年前、縄文時代早期末）。
- 立山カルデラ - 立山火山の侵食によって出来たカルデラ。土砂の流出を防ぐための工事が続けられている。
- 箱根カルデラ - 複数の小規模なカルデラが侵食によって繋がったカルデラ。
- 屈斜路カルデラ - 日本最大のカルデラ。約半分は屈斜路湖となっているが、南東縁の成層火山頂上に摩周カルデラ、さらにその縁にカムイヌプリと、三重の火山を見ることができる。また、屈斜路湖と摩周湖の間にもアトサヌプリなどがある。
- 青ヶ島カルデラ - カルデラから成る火山島。

### アメリカ
- イエローストーンカルデラ（アメリカ合衆国） - 220万年前、130万年前、64万年前に超巨大噴火。地下にある巨大マグマだまりが現在も活動中。
- ラ・ガリータ・カルデラ（アメリカ合衆国） - 約2700万年前に巨大噴火を起こした。
- クレーターレイクカルデラ　- 紀元前4860年頃（紀元前5700年頃との説も）巨大噴火、噴出した火山灰は150 km3と言われる[要出典]。
- キラウエアカルデラ（アメリカ合衆国）
- ポアスカルデラ（コスタリカ）

### アジア
- クラカタウ（インドネシア） - 535年と1883年に噴火した。535年の噴火は世界中の気象に影響を与えたといわれ、1883年は死者3万6000人。
- タンボラカルデラ（インドネシア） - 1815年に噴火した。記録にある噴火としては最大規模である（死者9万2000人）。
- トバ湖カルデラ（インドネシア） - 約7万年前に巨大噴火を起こした。過去2500万年で最大級。それに伴う気象変動で人類の祖先は絶滅しかけたとも言われる（「トバ・カタストロフ理論」）。

- タール湖カルデラ（フィリピン） - タール火山はカルデラ湖のタール湖に浮かぶ中央火口丘で、火口も小さな湖になっている二重カルデラ。
- ピナトゥボカルデラ（フィリピン） - 1991年に20世紀最大の噴火を起こした。
- 長白山/白頭山（中国・北朝鮮） - 10世紀頃に過去2000年で最大級の巨大噴火。

### ヨーロッパ
- サントリーニカルデラ（ギリシャ） - 紀元前1628年噴火。ミノア文明に大打撃を与えた。アトランティスの伝説はこの噴火による津波の伝説が変形したものと考えられている。
- カンピ・フレグレイカルデラ（イタリア） - 直径12 - 15 km。半分は湾となっており、平野部は鉄道・高速道路が引かれている。最後の噴火は1538年。

### オセアニア
- タウポ湖（ニュージーランド） - 西暦181年に噴火した。超巨大噴火、推定最大噴煙高度世界記録51 km。

### アフリカ
- ンゴロンゴロ保全地域（タンザニア） - ライオン、ヒョウ、チーター、アフリカゾウなどが数百万年前の噴火でできたカルデラの内部に閉じ込められ、独自の生態系を保っている。ユネスコの世界遺産に登録されている。